# Kínai boróka
A kínai boróka (Juniperus chinensis) a ciprusfélék családjába tartozó örökzöld növényfaj.

## Előfordulása
Kelet-ázsiai faj:
- Japánban,
- Koreától Mandzsúrián át Jünnan tartományig,
- északon Belső-Mongólián át Dél-Gansuig

hatalmas területen nő.
Egyre többfelé ültetik.

## Megjelenése
Nagyon változékony faj. 5–10 m magas (eredeti termőhelyén a 20 m-t is elérő), többnyire kúp alakú fa – a mi éghajlatunkon többnyire nagyobbacska bokor marad. Törzse elágazó, kérge barna, rostos bordákra tagolt, repedezett. Ágvégei bókolva lehajlanak. Fiatal hajtásai fölfelé ívelnek vagy lecsüngenek.
Hajtásain váltakozva nőnek az 1,5 cm-es pikkelylevelek és az 1 cm-es, igen szúrós tűlevelek (utóbbiak hármas örvökben). A sárgászöld tűlevelek felső oldalán két fehér, viaszos sáv fut végig, ami a növény lombozatát mutatós szürkéskékké–kékeszölddé teszi. Robusztus, tompa csúcsú pikkelylevelei középen kissé befűzöttek, gyantamirigyesek de nem gyantásak.
Tobozbogyója gömbölyű vagy hengeres – fiatalon fehér, utána kékes, az érett bogyó lila.
Nemi kétalakúsága jól látható: 
- A porzós példányok termete karcsúbb, lombjuk kékeszöld. Az alsó ágakon és fiatal hajtásaikon tűlevelek nőnek, a növény egyéb részein pikkelylevelek.
- A termősek szélesebb oszlop alakúak, hajtásaik sűrűbben állnak. Szinte kizárólag pikkelyleveleik vannak; tűleveleket csak a bokor belsejében találhatunk (Czáka, Rácz).

## Életmódja, termőhelye
Szinte bármilyen talajon megél, de napos helyen és tápdús talajon dúsabban nő. Teljesen télálló. A párás klímát kedveli, az átültetést rosszul tűri.

## Változatai
- J. chinensis var. aurea
- J. chinensis var. tsukusiensis Masam. – Közép-Tajvanon és Dél-Japánban honos; állítólag Kína egyes részein is. Nagyon ritka.

### Kertészeti változatok
- J. chinensis ‘Expanza variegata’
- J. chinensis ‘Hetzii’ – 4–5 (Magyarországon 1,5–2) m magasra és 3–5 m szélesre nő; ágai rézsút leállnak. Levelei közt több a pikkely-, mint a tűlevél. A szárazságot viszonylag jól tűri, teljesen télálló. Gyorsan nő, könnyen szaporítható (Józsa).
- J. chinensis ‘Kaizuca’ – Európába Japánból hozták be az 1920-as években. 5–8 m magas, széles kúp alakú. Pikkelylevelei sötétzöldek. A meleget és a szárazságot is jól tűri.
- J. chinensis ‘Kuriwao Gold’ – Új-Zélandon nemesített változat. Ágai rézsútosan felállók, fiatal lombja aranysárga, később sárgászöld. Eleinte széles, szabálytalan kúp alakú, később felfelé törő. Mintegy 2 méter magasra nő, igénytelen.
- J. chinensis ‘Old Gold’ — a ‘Pfitzeriana Gold’ mutációjából szaporították el; elődjénél sokkal terülőbb jellegű. Lombja és a fiatal hajtások aranysárgák; ezt a színt télen is megtartja, de árnyékban kissé visszazöldül.
- J. chinensis ‘Pfitzeriana’ – Az alapfajnál gyorsabban növő, elfekvő változat; ágai vízszintesen állnak. Jellegzetes alakját attól kapja, hogy Oldalágai ívesen elállnak, alsóbbrendű elágazásai pedig kissé oldalt bókolnak, amitől koronája rendezetlen benyomást kelt. Az idősebb példányok 3–5 m-re felmagasodnak. Lombja hamvas szürkészöld; az alapváltozatnál kevésbé tűleveles; pikkelylevelei üde zöldek. A közepesen párás környezetet kedveli sok csapadékkal — a száraz és meszes talajon megsárgul, majd elpusztul. Teljesen télálló (Józsa). Bár alapjában porzós virágú, vegetatívan szaporított változat, némelyik bokor termést is érlel. A legtöbb talajon jól nő; a szárazságot viszonylag jól tűri. Napos helyeken bokra tömörebb lesz, mint árnyékban (Czáka, Rácz).
- J. chinensis ‘Pfitzeriana Gold’ — A ‘pfitzeriana’ sárga lombú változata; annál kissé laposabb és lassabban is nő. Fiatal hajtásvégei árnyékban visszazöldülnek. Sok napsütésre van szüksége (Józsa).
- J. chinensis ‘Pfitzeriana Glauca’ — A ‘pfitzeriana’ ezüstös lombú változata; elterülő fajta. Lombja főleg tűlevelekből áll (Józsa).
- J. chinensis ‘Plumosa’ – Féltörpe, nővirágú; legfeljebb 1,5–2 m magas. Tűlevele nagyon kevés van; lombja télen-nyáron sötétzöld. A szárazságot egyáltalán nem tűri, de ha nem szárad ki, akkor télálló (Czáka, Rácz).
- J. chinensis ‘Plumosa Aurea’ – 1–1,5 m magasra nő. Pikkelylevelei kihajtásuktól nyár végéig aranysárgák, ősszel bronzosra színeződnek.
- J. chinensis ‘Rakéta’ – közepes tempóban 6–10 m magasra növő, oszlopos. Termése fehér, szeptembertől februárig a növényen marad.
- J. chinensis ‘Stricta’ – alacsony; legfeljebb 2 m magasra nő.

## Felhasználása
Kertekben dísznövénynek, cserépben bonszainak ültetik.